# 曹楙堅
曹楙坚（1786年—1853年），字树蕃，号艮甫，江苏吴县人。清朝政治人物。

## 生平
乾隆五十一年（1786年）生，早年寓居雲南。嘉庆十三年（1808年）九月喪妻，家贫无以安葬，暫厝钱塘圆通寺。十次参加乡试，道光十二年（1832年）壬辰恩科進士，改庶吉士，散馆任郎官十年。道光二十七年授刑部主事，历任员外郎、福建道监察御史。咸豐初任巡城御史，曾逮補妖道薛执中。咸豐四年（1853年），由湖北鹽法道升官湖北按察使，不久太平军攻克武昌，遇难。《清史稿》将其列入《忠义传》。

## 著作
曹楙堅工詩，服膺苏轼，杜文澜赞为“谱长调之范”。與謝元淮等交游，名列“吳中後七子”。有《曇雲閣詩集》八卷、附录一卷、外集一卷、词钞一卷。